# Søndersted Sogn
Søndersted Sogn var et sogn i Holbæk Provsti (Roskilde Stift). Sognet indgik 1. september 2021 i Undløse-Søndersted Sogn.
I 1800-tallet var Søndersted Sogn anneks til Undløse Sogn. Begge sogne hørte til Merløse Herred i Holbæk Amt. Undløse-Søndersted sognekommune blev ved kommunalreformen i 1970 indlemmet i Jernløse Kommune, der ved strukturreformen i 2007 indgik i Holbæk Kommune.
I Søndersted Sogn ligger Søndersted Kirke.
I sognet findes følgende autoriserede stednavne:
- Frederikshøj (landbrugsejendom)
- Galge Overdrev (areal, bebyggelse, ejerlav)
- Jukkerup (bebyggelse)
- Jukkerup Vænge (bebyggelse, ejerlav)
- Kagerup (bebyggelse, ejerlav)
- Lærkehuse (bebyggelse, ejerlav)
- Sibberup (bebyggelse, ejerlav)
- Søndersted (bebyggelse, ejerlav)
- Søndersted-Borup (bebyggelse, ejerlav)